# 존스 법

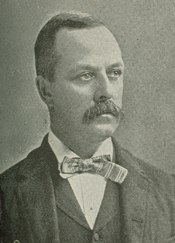
윌리엄 존스는 1902년 필리핀 기본법을 대체한 존스 법을 입한했다.

존스 법(Jones Law 또는 Jones Act)은 일명 필리핀 자치법(Philippine Autonomy Act)으로도 불리며, 미국 의회에 의해 1916년 8월 29일 통과된 기본법이다. 이 법은 1902년 〈필리핀 기본법〉(Philippine Organic Act of 1902)을 대체하였고, 제정 시부터 1934년 〈타이딩스-맥더피 법〉(필리핀 독립법)이 제정될 때까지 필리핀 헌법과 같은 역할을 했다. 존스 법은 최초의 완전 선출에 의한 필리핀 의회를 만들었다.
제64기 미국 의회에 의해 1916년 8월 29일 제정된 이 법은 최초의 정식적인 그리고 공식적인 필리핀을 독립시킨다는 미국 연방 정부의 약속에 대한 선언을 포함하고 있으며, 더 세분하된 자치 정부에 대한 틀이 되었다. 이 법률은 미국에 의한 독립 보장 시를 대비하여, 주권과 국익을 보호하기 위해 미국에 유보된 몇 가지 특권을 포함하고 있다. 이 법은 독립의 보장이 안정된 정부가 수립되자마 제공될 것이라는 단서를 달았고, 그것은 미국 정부의 손에 의해서 결정될 사안이었다.

## 같이 보기
- 필리핀 자치령